# کارول: پاپ، انسان
کارول: پاپ، انسان (انگلیسی: Karol: The Pope, The Man) با نام اصلی کارول: پاپی که انسان ماند (لهستانی: Karol. Papież, który pozostał człowiekiem) یک مینی‌سریال زندگی‌نامه‌ای درام لهستانی-ایتالیایی به کارگردانی جاکومو باتیاتو است که در سال ۲۰۰۶ منتشر شد.

## بازیگران
- پیوتر آدامچیک در نقش پاپ ژان پل دوم
- آدریانا آستی در نقش مادر ترزا
- آلکیس زانیس در نقش محمدعلی آغجا
- کارلوس کانیوفسکی در نقش اسکار رومرو
- فابریتسه اسکات یژی پوپیه‌وشکو
- پائولو ماریو اسکالوندرو در نقش وویچیخ یاروزلسکی
- لزلی هوپ
- میکله پلاچیدو
- یان فریچ
- مائوگوشا بلا
- دانیلا جوردانو
- دانوتا استنکا
- ماگدالنا چلتسکا
- آدریانا آستی
- دانوتا شافلارسکا
- زبیگنیف زاماخوفسکی
- رادوسواف پازورا
- لشک تله‌شینسکی
- بارتوئومیئی توپا
- یاروسواف بوبرک
- لخ ماتسکیه‌ویچ